# 중리 사건

녹색으로 칠한 부분이 사건이 발생한 중리시(현재의 중리구)

중리 사건(중국어: 中壢事件)은 1977년 중화민국 타오위안현 중리시(현재의 타오위안시 중리구)에서 벌어진 선거 부정사건이자 중화민국의 민주화 운동에 영향을 끼친 대표적인 사건이다. 특히 이 사건은 2.28 사건 이후 타이완에서 벌어진 최초의 집단 시위 사건이기도 하다.
당시 국민당 정부의 독재에 항거하여 중리 지역에서 궐기한 것을 시작으로 이후 메이리다오 사건이 발발하기 전까지 중화민국 최대의 민주화 운동 사건으로 기록되었다.
사건의 핵심은 수 천명의 중리 지역 주민들이 경찰관서로 몰려가는 바람에 국민당 정부 경찰이 최루탄을 발포할 정도로의 사건이었다.

## 당시 배경
1970년대 당시 국민당과 위성 정당들의 활동을 제외한다면, 다른 정당들의 정치활동은 일체 금지되었고, 국민당 이외를 중심으로 벌어지는 정치 운동을 흔히 당외 운동이라고 한다. 이때 국가기관과 언론들은 국민당의 조종을 받는 상태였기 때문에, 중화민국의 민주화를 주장하는 언론들의 활동은 당연히 금지된 상황이었고, 정치 운동을 진행하는 것은 불법 운동으로 간주된 상황이었다.

## 사건의 진행 과정

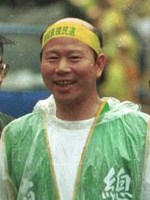
쉬신량

1977년은 중화민국의 현장과 시장을 선출하는 선거가 있었던 해로, 중앙정부의 영향을 받는 타이베이시를 제외한 중화민국 각 지역의 현장과 시장을 선출하게 되었고, 당연히 타오위안 현에서도 선거가 열리게 되었다.
타오위안현 현장선거 직전, 국민당 소속 쉬신량이 급거 탈당하고, 무소속으로 타오위안현 현장 선거에 출마하겠다고 선언하였고 일부 세력의 지원을 받게 되었다. 쉬신량은 의회 민주주의, 인권, 타이완 독립 등을 선거 주요 목표로 삼고 선거운동을 하였으며, 중국어를 사용하는 국민당 정부에 대항하는 의미로 선거운동을 주로 객가어로 진행하였다.
1977년 11월 19일, 투표 당일 중리 초등학교에서도 진행된 투표에서 국민당 정부가 저지른 사전에 투표 인장이 찍혀있는 불법 사전투표를 한 투표용지가 발견되어 투표 감독관이 이를 무효표 처리했으나, 부정선거 사실을 알게 된 쉬신량을 지지하는 지역 유권자를 중심으로 경찰과 충돌하는 사태가 빚어지기 시작했다. 충돌은 격화되어 경찰의 저지선마저도 붕괴하게 되었으며, 유권자들은 이어 경찰서를 습격하여 무기고등을 공격하는 사태로 비화되기도 하였다.
이에 맞서 국민당 정부 경찰측은 최루탄등을 발포하기 시작하여, 그날 밤 다른 발포로 인하여 국립 중앙 대학 학생 장원궈와 시민 장치핑등이 사망하는 상황까지 발생하게 되었다. 이후 한동안 헌병대까지 출동하여 사태를 진정해야 했었을 정도였다.

## 그 이후
사건 직후, 대만 지역 신문에서는 일제히 중리 사건에 대한 보도가 이뤄지게 되었고 일주일 뒤 미국에서도 사건이 보도되었다. 그러나 이 보도는 국민당 정부가 통제한 이후의 상황이었다.
투표 결과는 중리 사건의 여파에도 불구하고 쉬신량이 당선되어 쉬신량은 1979년 7월 1일까지 타오위안현 현장 임기를 수행하게 되었다. 또한 쉬신량은 첸추와 시밍더등을 비롯한 중화민국의 민주화운동가들과 묶여서 '타이완의 넬슨 만델라'라는 평가를 받게 되었다.
이후 쉬신량은 민주진보당의 제5대와 제7대 당대표를 역임할 정도로 중요 정치인으로 성장하기도 하였다.